# Anette Fanqvist
Karin Anette Fanqvist (Ånge, 16 giugno 1969) è un'ex fondista svedese.
È moglie di Larry Poromaa, a sua volta fondista di alto livello.

## Biografia
Originaria di Fränsta, in Coppa del Mondo ottenne il primo risultato di rilievo il 4 gennaio 1992 a Kavgolovo (52ª) e come miglior piazzamento un 16º posto.
In carriera prese parte a un'edizione dei Giochi olimpici invernali, Nagano 1998 (37ª nella 30 km, 8ª nella staffetta), e a due dei Campionati mondiali, vincendo una medaglia.

## Palmarès

### Mondiali
- 1 medaglia:
  - 1 bronzo (staffetta[2] a Thunder Bay 1995)

### Coppa del Mondo
- Miglior piazzamento in classifica generale: 38ª nel 1995
- 1 podio (a squadre[3])[4]:
  - 1 terzo posto